# Cinnamomum ebaloi
Cinnamomum ebaloi är en lagerväxtart som beskrevs av André Joseph Guillaume Henri Kostermans. Cinnamomum ebaloi ingår i släktet Cinnamomum och familjen lagerväxter. Inga underarter finns listade i Catalogue of Life.